# Ivan Capelli
Ivan Franco Capelli (Milão, 24 de maio de 1963) é um ex-automobilista de Fórmula 1 italiano. Iniciou no automobilismo em 1978. Conquistou o Campeonato Italiano de Fórmula 3, em 1984. Estreou na Fórmula 1 em 6 de outubro de 1985. Disputou 98 Grandes Prêmios, alcançou três pódios e marcou um total de 31 pontos no campeonato, tendo conseguido como melhor colocação o sétimo lugar na temporada de Fórmula 1 de 1988. 

## O início da carreira
Capelli iniciou sua carreira como piloto de kart quando tinha quinze anos de idade e depois de quatro anos foi para o campeonato de Fórmula 3 italiano.
Em 1983, ele se tornou campeão da Fórmula 3 italiana, após obter uma série de nove vitórias. Depois disso foi com a equipe Coloni para as séries da F-3 européia e foi mais uma vez campeão em 1984.
Em 1985 ele participou do campeonato de Fórmula 3000 européia com um Genoa Racing March-Cosworth e venceu uma corrida.  No mesmo ano iniciou na Fórmula 1, pilotando uma Tyrrell e terminou com um quarto lugar na Austrália. Apesar deste excelente resultado, ele não se dedicou, em tempo integral, para a Fórmula 1 em 1986.
Ao invés disso, retornou para a Fórmula 3000, ainda com a Genoa Racing e pilotou também uma BMW no Campeonato europeu de carros de turismo. Correu ainda, por duas vezes na Fórmula 1, com a equipe AGS. Enquanto isso, Cesare Garibaldi, o chefe da Genoa, trabalhou juntamente com Robin Herd, da March, para criar uma nova equipe de F1 - fazendo planos de ter Capelli como seu piloto principal. Até então, Ivan e Garibaldi tinham um relacionamento de quase pai e filho.

## Fórmula 1: March/Leyton House
Em 1987, Capelli dedicou mais tempo para a Fórmula 1 com a equipe March, comandada por Garibaldi e o novo chassis de corrida de Herd com um motor Cosworth V8 normalmente aspirado. Capelli continuou também com os carros de turismo da BMW pela equipe Schnitzer Motorsport, como o orçamento da March estava apertado (tão apertado de fato que eles correram no Grande Prêmio da Bélgica com um motor adaptado de 3,3 litros de carro esportivo em lugar de unidade de F1 de 3,5l). Capelli conseguiu o primeiro ponto para a equipe de Fórmula 1 com o 6º lugar no Grande Prêmio de Mônaco e a March retornando à Fórmula 1 foi vista como uma equipe competente, profissional e promissora para o futuro. Para [[Campeonato Mundial de Fórmula 1 de 1988]|1988]]] Capelli tinha uma nova arma a sua disposição, um novo chassis da March projetado por Adrian Newey - que mais tarde se tornaria famoso como designer da Williams e McLaren - somado ao motor Judd V8 (derivado do motor Brabham-Honda CART e da unidade Judd/Honda F3000). A March esperava ser o parceiro favorito para desenvolver esse motor, mas eles acharam em dividi-lo com a Williams e Ligier. A Capelli também se juntou, como parceiro de equipe, o campeão de Fórmula 3 britânica, o brasileiro Maurício Gugelmin. Juntos, eles formavam uma equipe forte e a March foi a revelação do ano. Capelli foi excelente, pilotando brilhantemente em particular nos Grande Prêmios do Canadá, da Alemanha, da Bélgica, Itália e Portugal. No Estoril ele conquistou sua melhor posição no pódio com o 2º lugar atrás do vencedor Alain Prost da McLaren e em Suzuka fez parte da história ao ser o piloto de um carro apenas naturalmente aspirado a liderar um Grande Prêmio em uma temporada de domínio turbo.

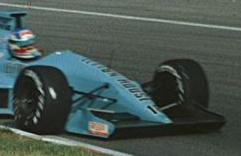
Capelli na March em 1988.

A March teve problemas financeiros e o patrocinador anterior, Leyton House, adquiriu o controle majoritário da equipe. Embora Gugelmin tenha terminado em 3º lugar em sua corrida em casa no Autódromo de Jacarepaguá em 1989, isto foi conseguido com o carro de 1988. A Leyton House de 1989 foi uma decepção e não chegou a causar preocupação para as outras equipes da competição. Porém, o espírito de equipe permaneceu intacto apesar da morte de Garibaldi em um acidente de carro. O ano de 1990 começaria um pouco melhor. O novo carro de Newey (que recebeu as iniciais CG em homenagem a Garibaldi) tinha uma excelente aerodinâmica, mas era intolerante a solavancos. A coisa era tão ruim que na pista irregular do Autódromo Hermanos Rodriguez, na Cidade do México, nenhum piloto conseguiu fazer o carro trabalhar e ambos foram desqualificados. Entretanto, em uma das voltas mais surpreendentes da história da Fórmula 1, no circuito de Paul Ricard na França, Capelli seguido de Maurício Gugelmin em um Leyton House chegaram a liderar a corrida. Gugelmin teve problemas com o motor e Capelli foi ultrapassado faltando três voltas para o final da corrida por Prost, mas o 2º lugar não foi nenhum milagre. Foram feitas revisões no carro para torná-lo mais competitivo. Embora ainda tendo alguns resultados expressivos em  Hockenheim e Spa-Francorchamps, o rendimento daquele ano não foi satisfatório.

## 1991-1992: O declínio
Em 1991, a Leyton House não era só responsável pelo desenvolvimento do chassi como também patrocinar o ambicioso programa do motor Ilmor V10. Com tantos ingredientes novos, os resultados não eram os melhores, mas Capelli conseguia se classificar e correr bem. Quando o dono da Leyton House, Akira Akagi, foi preso pela ligação com a fraude do Banco Fuji, a equipe ficou em uma péssima situação. Para alívio de Capelli, ele havia assinado com a Ferrari para a temporada de 1992.
Para 1992, os planos de Capelli eram de conseguir vitórias na equipe de ponta italiana, pilotando uma Ferrari. A escuderia tinha passado por situações difíceis em 1991, mas com um novo carro, o F92A (apelidado de F-15 devido a sua semelhança com o caça a jato estado-unidense), as expectativas eram altas. Infelizmente, o novo carro foi um desastre e antes mesmo da temporada começar, Capelli já mostrava seu descontentamento. Um piloto que vinha de uma estrutura familiar de equipe, não se adaptava a estrutura burocrática da Ferrari do início da década de 90. Desmotivado, a equipe, por sua vez perdeu a confiança nele e seu parceiro Jean Alesi ganhou a preferência. Capelli teve um desempenho regular, a temporada foi um desastre em questão de pontuação com alguns embaraçosos acidentes. Após o GP de Portugal, ele foi dispensado da Ferrari e substituído pelo compatriota Nicola Larini nos GPs: Japão e Austrália.

## 1993: Duas corridas pela Jordan e fim da carreira
Esta experiência negativa aparentemente tirou seu ânimo, mas aqueles que tinham trabalhado com ele na March ainda confiavam no seu talento, principalmente Ian Phillips, agora gerente da equipe Jordan. Levado então para a Jordan na temporada 1993, Capelli não redescobriu a determinação que há muito tempo o havia marcado como um campeão do futuro. Após ter sido desqualificado na segunda corrida no Brasil, ele deixou a equipe por comum acordo. Capelli está distraído e a Jordan ficou também desapontada - eles sabiam que Capelli tinha habilidade, mas ele não demonstrava. Sua carreira como piloto de Fórmula 1 tinha terminado.

### Todos os Resultados de Ivan Capelli na Fórmula 1
(legenda) 
| Ano  | Nome Oficial da Equipe         | Chassis            | Motor                   | 1         | 2         | 3         | 4         | 5         | 6         | 7         | 8         | 9         | 10        | 11        | 12        | 13        | 14        | 15        | 16        | Pontos | Posição  |
| ---- | ------------------------------ | ------------------ | ----------------------- | --------- | --------- | --------- | --------- | --------- | --------- | --------- | --------- | --------- | --------- | --------- | --------- | --------- | --------- | --------- | --------- | ------ | -------- |
| 1985 | Tyrrell Racing Organisation    | Tyrrell 014        | Renault V6 Turbo        |           |           |           |           |           |           |           |           |           |           |           |           |           | EUR Ret G |           | AUS 4º G  | 3      | 19º      |
| 1986 | Jolly Club SpA                 | AGS JH21C          | Motori Moderni V6 Turbo |           |           |           |           |           |           |           |           |           |           |           |           | ITA Ret P | POR Ret P |           |           | 0      | NC       |
| 1987 | Leyton House March Racing Team | March 87P          | Ford Cosworth V8        | BRA DNS G |           |           |           |           |           |           |           |           |           |           |           |           |           |           |           | 1      | 19º      |
| 1987 | Leyton House March Racing Team | March 871          | Ford Cosworth V8        |           | SMR Ret G | BEL Ret G | MON 6º G  | DET Ret G | FRA Ret G | GBR Ret G | ALE Ret G | HUN 10º G | AUT 11º G | ITA 13º G | POR 9º G  | ESP 12º G | MEX Ret G | JAP Ret G | AUS Ret G | 1      | 19º      |
| 1988 | Leyton House Racing Team       | March 881          | Judd V8                 | BRA Ret G | SMR Ret G | MON 10º G | MEX 16º G | CAN 5º G  | DET DNS G | FRA 9º G  | GBR Ret G | ALE 5º G  | HUN Ret G | BEL 3º G  | ITA 5º G  | POR 2º G  | ESP Ret G | JAP Ret G | AUS 6º G  | 17     | 8º       |
| 1989 | Leyton House Racing Team       | March 881          | Judd V8                 | BRA Ret G | SMR Ret G |           |           |           |           |           |           |           |           |           |           |           |           |           |           | 0      | NC (30º) |
| 1989 | Leyton House Racing Team       | March CG891        | Judd V8                 |           |           | MON 11º   | MEX Ret   | EUA Ret   | CAN Ret   | FRA Ret   | GBR Ret   | ALE Ret   | HUN Ret   | BEL 12º   | ITA Ret   | POR Ret   | ESP Ret   | JAP Ret   | AUS Ret   | 0      | NC (30º) |
| 1990 | Leyton House Racing            | Leyton House CG901 | Judd V8                 | EUA Ret G | BRA NQ G  | SMR Ret G | MON Ret G | CAN 10º G | MEX NQ G  | FRA 2º G  | GBR Ret G | ALE 7º G  | HUN Ret G | BEL 7º G  | ITA Ret G | POR Ret G | ESP Ret G | JAP Ret G | AUS Ret G | 6      | 10º      |
| 1991 | Leyton House Racing            | Leyton House CG911 | Ilmor V10               | EUA Ret G | BRA Ret G | SMR Ret G | MON Ret G | CAN Ret G | MEX Ret G | FRA Ret G | GBR Ret G | ALE Ret G | HUN 6º G  | BEL Ret G | ITA 8º G  | POR 17º G | ESP Ret G | JAP       | AUS       | 1      | 20º      |
| 1992 | Scuderia Ferrari SpA           | Ferrari F92A       | Ferrari V12             | AFS Ret G | MEX Ret G | BRA 5º G  | ESP 10º G | SMR Ret G | MON Ret G | CAN Ret G | FRA Ret G | GBR 9º G  | ALE Ret G | HUN 6º G  | BEL Ret G |           |           |           |           | 3      | 13º      |
| 1992 | Scuderia Ferrari SpA           | Ferrari F92AT      | Ferrari V12             |           |           |           |           |           |           |           |           |           |           |           |           | ITA Ret G | POR Ret G | JAP       | AUS       | 3      | 13º      |
| 1993 | Sasol Jordan                   | Jordan 193         | Hart V10                | AFS Ret G | BRA NQ G  | EUR       | SMR       | ESP       | MON       | CAN       | FRA       | GBR       | ALE       | HUN       | BEL       | ITA       | POR       | JAP       | AUS       | 0      | NC       |

## Comentarista esportivo
Deixando a Fórmula 1, ele ainda chegou a correr em corridas de carros de turismo pela Nissan e pela Maserati. Tornou-se também um comentarista de Fórmula 1 da rede de televisão italiana Rai Uno e continuou a ser uma personalidade popular no meio da F1. Superado a desapontamento com a  Ferrari, ele recuperou o temperamento alegre que havia anteriormente feito dele uma figura popular.